# Villano Antillano: BZRP Music Sessions, Vol. 51
«Villano Antillano: BZRP Music Sessions, Vol. 51» es una canción del productor argentino Bizarrap y la cantante puertorriqueña Villano Antillano, perteneciente a las BZRP Music Sessions. Fue lanzado el 8 de junio de 2022 a través de Dale Play Records.

## Antecedentes
La Session fue anunciada por Bizarrap el día 7 de junio de 2022 en sus redes sociales, mediante un vídeo promocional en Madrid, en el que se puede ver la reacción de diferentes personas al escuchar la canción.
Villano Antillano afirmó en una entrevista que conoció a Bizarrap gracias a Bad Bunny en el after de un evento, y fue aproximadamente a los dos meses cuando decidieron grabar una Session juntos.

## Recepción

### Desempeño comercial
El sencillo tuvo una buena recepción por parte del público, logrando posicionarse en las listas de éxitos de varios países, siendo el puesto más alto alcanzado el número 5 en España.
Gracias al sencillo, Villano Antillano fue la primera mujer transgénero en ingresar al Top 50 global de Spotify, contando en ese momento con más de 50 millones de reproducciones.

### Críticas
Aunque en general la canción fue bien acogida por los seguidores de Bizarrap, la Session tuvo que lidiar con ciertos comentarios transfóbos y mensajes de odio hacia Villano Antillano. Sin embargo, fueron miles las personas que salieron a apoyar y a defender a Villano por estos mensajes.

## Vídeo musical
El vídeo musical fue publicado simultáneamente junto a la canción, y muestra a Villano Antillano con un chaquetón azul claro y a Bizarrap con una chaqueta azul y su característica gorra interpretando la canción. 
Durante el videoclip, se puede ver en el fondo una gorra con la letra R, perteneciente a Residente. Sin embargo, en el segundo 45, la letra que aparece en la gorra cambia a una Q. Esto sería la inicial de la palabra Queer, con la que Villano se identifica, y hace referencia a la lucha que la cantante lleva adelante.

## Posicionamiento en listas
Rendimiento en listas de «Villano Antillano: BZRP Music Sessions, Vol. 51»

### Semanales
| País (Lista)                            | Mejor posición | Ref.   |
| --------------------------------------- | -------------- | ------ |
| Argentina (Billboard Argentina Hot 100) | 10             | [ 10 ] |
| Bolivia (Billboard)                     | 14             | [ 11 ] |
| Colombia (Billboard)                    | 23             | [ 12 ] |
| Costa Rica (Fonotica)                   | 13             | [ 13 ] |
| Ecuador (Billboard)                     | 25             | [ 14 ] |
| España (Billboard)                      | 5              | [ 15 ] |
| España (Promusicae)                     | 5              | [ 6 ]  |
| Global (Billboard Global 200)           | 65             | [ 16 ] |
| Global (Billboard Global Excl. U.S)     | 36             | [ 17 ] |
| México (Billboard)                      | 25             | [ 18 ] |
| Perú (Billboard)                        | 18             | [ 19 ] |

### Mensuales
| País (Lista)                        | Mejor posición | Ref.   |
| ----------------------------------- | -------------- | ------ |
| Uruguay (Cámara Uruguaya del Disco) | 8              | [ 20 ] |

### Anuales
| País (Lista)        | Mejor posición | Ref.   |
| ------------------- | -------------- | ------ |
| España (Promusicae) | 40             | [ 21 ] |

## Certificaciones
| País (organismo certificador) | Certificación    | Ref.   |
| ----------------------------- | ---------------- | ------ |
| España (Promusicae)           | 3× platino       | [ 22 ] |
| México (AMPROFON)             | 2× Platino + Oro | [ 23 ] |